# Sei Kepayang Kanan
Sei Kepayang Kanan is een bestuurslaag in het regentschap Asahan van de provincie Noord-Sumatra, Indonesië. Sei Kepayang Kanan telt 2075 inwoners (volkstelling 2010).